# Honda in Formula 1
Il costruttore giapponese Honda ha partecipato al campionato mondiale di Formula 1 a più riprese, sia come costruttore che come fornitore di motori; la Honda Racing F1 Team è stata la scuderia ufficiale.
L'impegno nell'automobilismo del costruttore giapponese ha preso il via già nel 1964, pochi anni dopo l'ingresso stesso nella produzione di serie e direttamente dalla Formula 1 in cui ha gareggiato sino al 1968. Il ritorno è avvenuto nella stagione 2006 con una scuderia a proprio nome (Honda Racing F1 Team) dopo l'acquisto completo della British American Racing di cui era partner tecnologico. I maggiori risultati la Honda li ha ottenuti però come fornitore di motori, in Formula 1 a più riprese tra il 1983 e il 2021, e nella Indy Racing League di cui è stata dal 2006 al 2011 fornitore unico. La scuderia, in vendita per problemi finanziari dal 4 dicembre 2008, è stata ceduta a Ross Brawn, manager fino alla stagione 2008 della stessa. L'annuncio ufficiale della cessione è stato fatto il 6 marzo 2009. Brawn ha ribattezzato la scuderia con il nome Brawn GP.

## Storia

### Esordio come costruttore e primo ritiro (1964-1968)

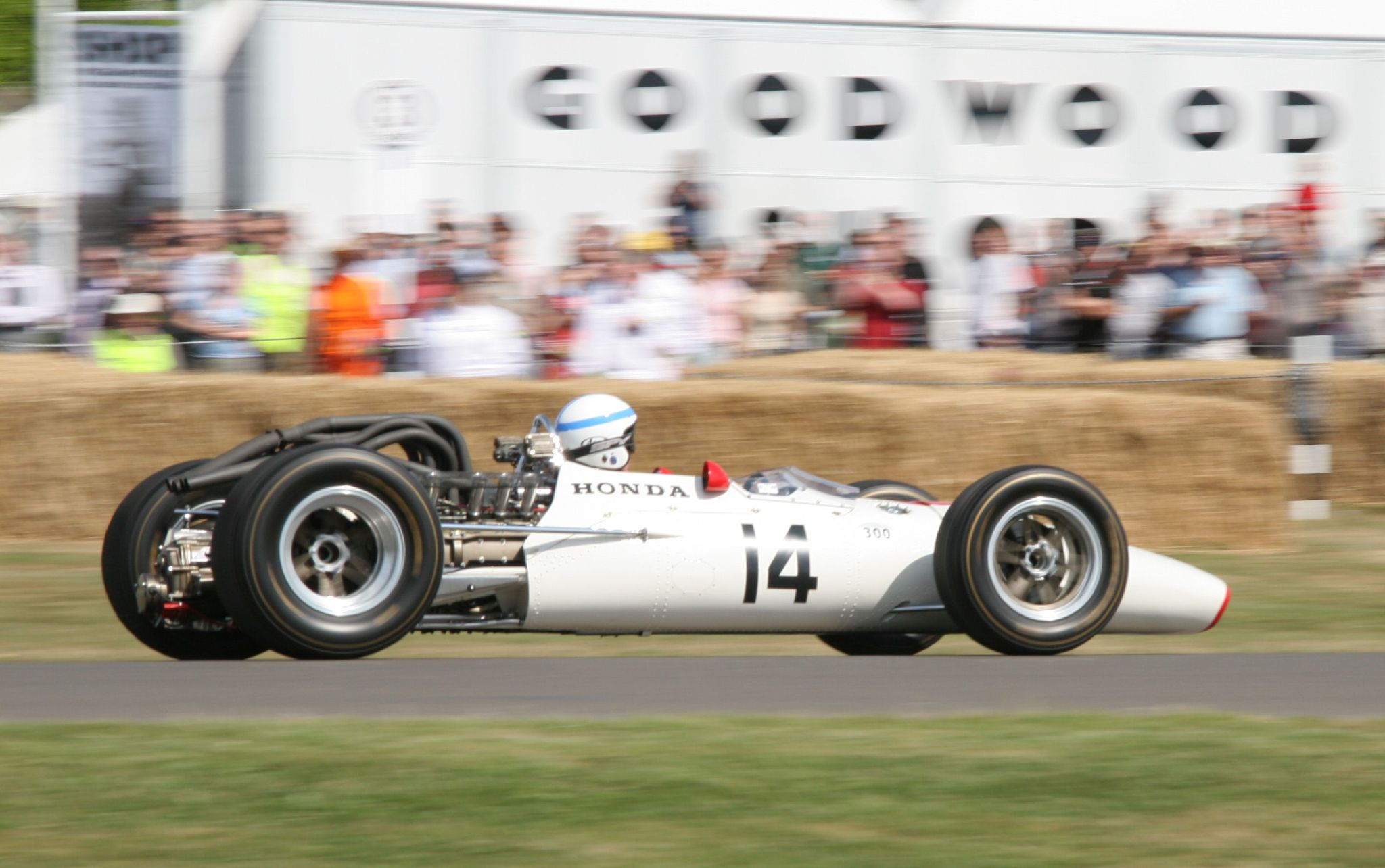
Una Formula 1 Honda del 1967

Mentre passarono una decina d'anni tra l'inizio della produzione motociclistica e l'entrata della Honda nel mondo delle competizioni, ne passarono solo quattro dalla produzione della prima autovettura all'entrata nel mondo della Formula 1. Il 2 agosto 1964, in occasione del Gran Premio di Germania, sorprese tutto l'ambiente delle corse con la presentazione di un suo team completamente nipponico, a parte il pilota, unica squadra, assieme alla Ferrari, ad avere una macchina interamente progettata in casa, sia per telaio che per motore. Non dovette attendere molto nemmeno per la sua prima vittoria nella massima formula; nel 1965, infatti, Richie Ginther si aggiudicò il Gran Premio del Messico. L'attività sportiva si differenzia, puntando anche alla Formula 2, di cui vinse nel 1967 tutte le corse del campionato con il team di Jack Brabham. Il primo stop dall'attività sportiva su quattro ruote, avvenne nel 1968 e la decisione definitiva maturò dopo la morte del pilota Jo Schlesser al volante della Honda nel Gran Premio di Francia. Quasi sicuramente, però, la scelta fu dovuta anche al periodo di crisi che la società passava sul mercato degli Stati Uniti d'America.

### Le prime esperienze come motorista (1983-1992 e 2000-2005)

#### Il primo periodo e i titoli mondiali (1983-1992)

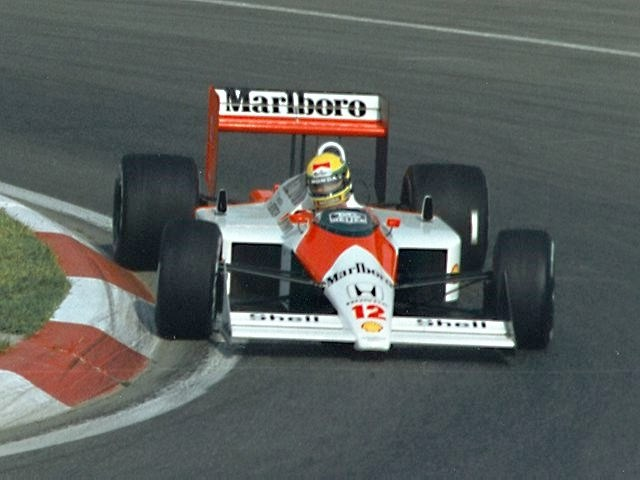
La McLaren MP4/4 campione del mondo nel 1988

Il ritorno della casa nel mondo della Formula 1 è datato 1983, non più come produttore di una macchina completa, bensì come fornitore di motori da competizione, inizialmente ad una scuderia minore, la Spirit, in seguito alle scuderie Lotus, McLaren, Tyrrell e Williams. Con questi potenti propulsori i team anglosassoni riuscirono a vincere ben 6 titoli mondiali costruttori e 5 titoli per i piloti prima che la casa nipponica decidesse un nuovo arresto della sua partecipazione attiva; motori Honda preparati dalla Mugen avrebbero comunque equipaggiato diversi team tra anni '90 e 2000 (per un totale di 4 vittorie). 

#### Il ritorno con Jordan e BAR (2000-2005)
Il successivo ritorno alle gare della casa ufficiale avvenne nel 2000 con una nuova fornitura motoristica, questa volta alla scuderia British American Racing (poi rilevata nel 2006), con la quale riuscì ad ottenere il secondo posto nel campionato costruttori nel 2004. Per due stagioni, la Honda fornì propulsori ufficiali anche alla Jordan (precedentemente equipaggiata con i motori Honda preparati dalla Mugen), senza però ottenere risultati apprezzabili.

### Il ritorno come costruttore (2006-2008)

#### L'acquisizione della BAR (2006-2007)

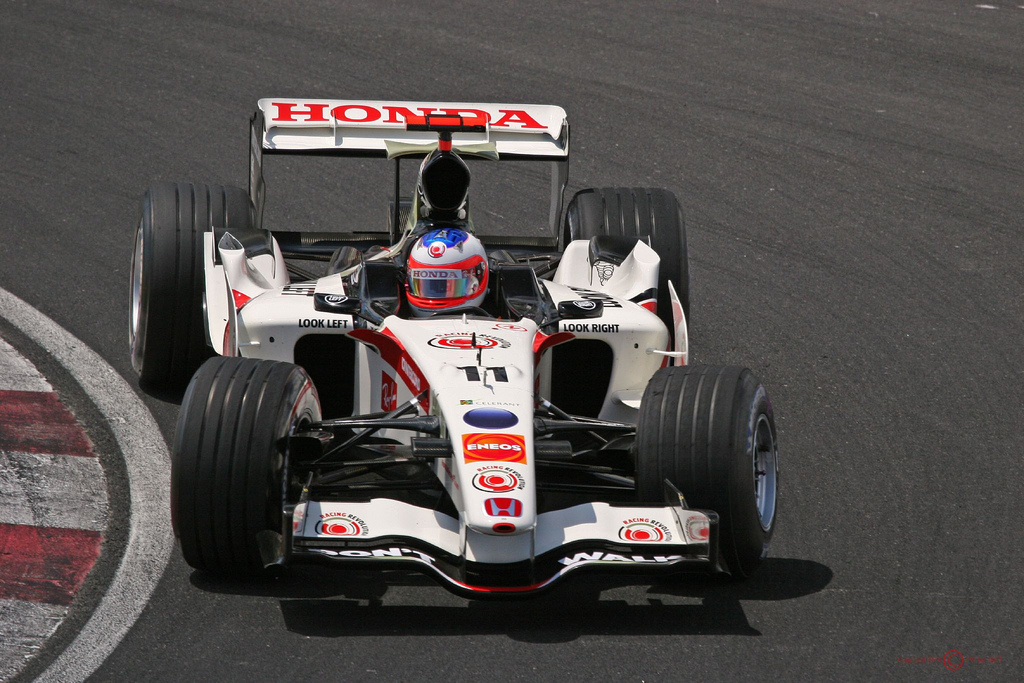
Barrichello al volante della monoposto del 2006

La Honda ha via via aumentato il proprio ruolo nelle operazioni della BAR sino ad acquisire una partecipazione azionaria all'inizio del 2005 attraverso la creazione della società di controllo BARH Limited, di proprietà 55% British American Tobacco e 45% Honda. Il 4 ottobre 2005 è stata poi diffusa la notizia dell'acquisizione del resto della società in seguito all'imposizione di nuove regole internazionali che impediscono la sponsorizzazione da parte di marchi del tabacco e così la scuderia è rimasta sotto il controllo esclusivo del costruttore giapponese, che l'ha ribattezzata per la stagione 2006. La Honda siglò, poi, un ultimo accordo con la British American Tobacco all'inizio del 2006 il quale prevedeva che la scuderia avrebbe mantenuto la stessa livrea estetica dell'anno precedente per sponsorizzare il marchio di sigarette Lucky Strike, di proprietà della BAT, sino al Gran Premio del Brasile 2006. Infatti corse per tutta la stagione con il nome di Lucky Strike Honda Racing F1 Team. Se anche gran parte della struttura e del personale è stato ereditato dalla BAR, la Honda ha ricollegato immediatamente la storia della squadra alla prima esperienza degli anni '60 riprendendo la numerazione tradizionale delle vetture. Il nuovo motore V8 da 2,4 litri è stato sviluppato dalla Honda in prima persona e per la stagione 2006 viene fornito anche al team esordiente Super Aguri F1 da più parti visto come una "seconda squadra" della Honda.
L'impegno della Honda sembra essere quello di vincere il primo Gran Premio di Formula 1 sotto la nuova gestione (obiettivo mai riuscito alla BAR), ma nonostante l'impegno economico la stagione 2006 si rivela estremamente avara di risultati per i piloti Jenson Button e Rubens Barrichello. La mancanza di competitività ha portato a metà stagione alla sostituzione del responsabile tecnico Geoff Willis, presente nel team dal 2002, con il giapponese Shūhei Nakamoto, proveniente dalla Honda Racing Development. Nonostante ciò, il primo (e unico) successo arriva proprio nel 2006, grazie a Button che vince un caotico Gran Premio d'Ungheria. La scuderia termina la stagione 2006 al 4º posto con 86 punti, un bottino piuttosto amaro dati gli enormi investimenti durante tutto l'anno. La stagione 2007 si rivela poi ancora più disastrosa per la scuderia anglo-nipponica, spesso battuta dalla piccola Super Aguri (equipaggiata con le vetture Honda del 2006), con un deludente ottavo posto finale, marcando solo sei punti. 

#### La cessione del team a Ross Brawn (2009)

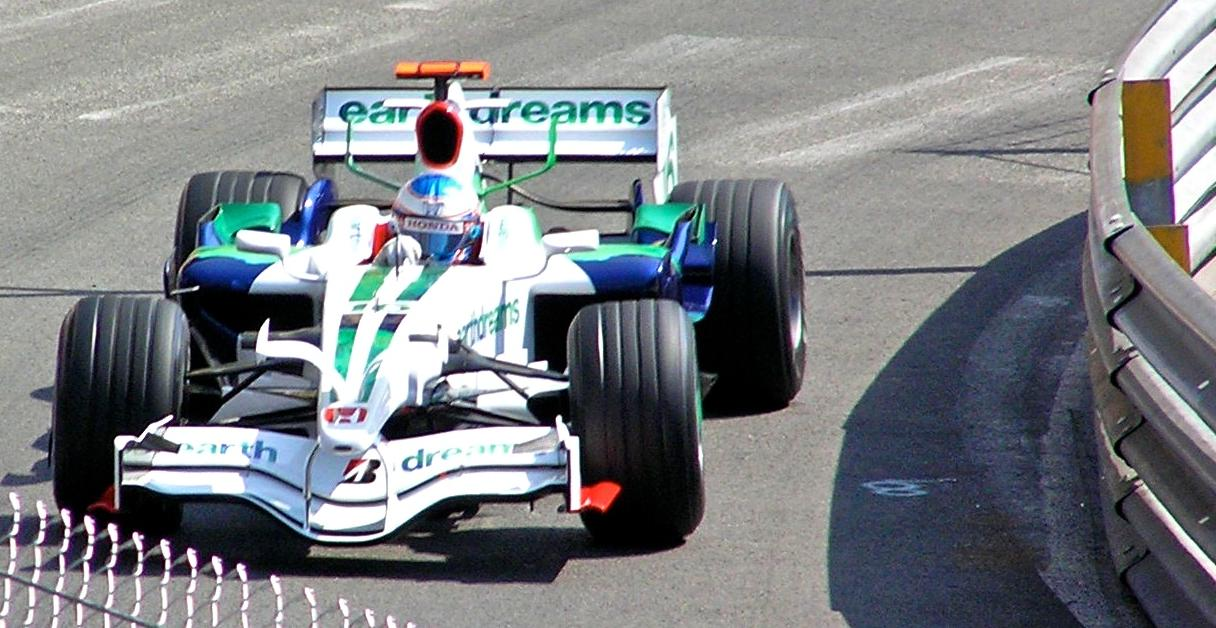
Jenson Button nel 2008 con l'ultima monoposto Honda di Formula 1

Nel 2008 la Honda continua a faticare, pur con un piccolo miglioramento rispetto alla stagione precedente. Button chiude 6º in Spagna, mentre Barrichello giunge 6º a Monaco, 7º in Canada e riesce a ottenere l'unico podio della stagione a Silverstone, giungendo 3º. A fine campionato la squadra conquista soli 14 punti e rimane in fondo alla classifica costruttori. Il 4 dicembre 2008 l'amministratore delegato della Honda Racing F1 Team Takeo Fukui ha annunciato il ritiro di Honda dal mondo della Formula 1 e dalla massima serie automobilistica. La casa madre della scuderia Honda, poi, ha messo in vendita il suo 100% di proprietà della BARH Limited, la vecchia holding che dapprima controllava la BAR e in seguito la Honda Racing F1 e, durante tutto il mese di dicembre parecchi acquirenti si sono fatti avanti per acquistarlo (tutto o in parte). Il 27 dicembre 2008 il quotidiano La Stampa ha rilasciato un articolo in cui annunciava che Carlos Slim Helú aveva acquistato per la simbolica cifra di € 1 il team, ma tali voci vennero, poi, smentite da Slim in persona. Altre voci, anch'esse smentite, davano come acquirente favorito il costruttore europeo Peugeot. In ogni caso la scuderia sarebbe presente sulla griglia di partenza di Melbourne poiché, secondo Ross Brawn, i fondi permetterebbero al team di disputare il primo Gran Premio della stagione 2009. Il 18 febbraio venne confermato l'interesse della Virgin Group a fare un'offerta per rilevare il team. Tuttavia sì è fatta largo poi l'ipotesi che possa essere il management guidato da Brawn a rilevare la scuderia. Il 25 febbraio un avvocato della scuderia ha fatto registrare i domini brawnracing.com e brawnracing.co.uk, indicando così i possibili nomi della scuderia per il 2009. Il 27 febbraio è stato annunciato il salvataggio della scuderia da parte dello stesso team manager Brawn. Il passaggio di proprietà è stato poi ufficializzato dalla stessa Honda il 6 marzo 2009. La scuderia, dalla stagione 2009, cambiò il proprio nome in Brawn Grand Prix F1 Team, mentre la BARH Limited cambiò nome in Brawn Limited.

### Il nuovo rientro da motorista (2015-2021)

#### Il ritorno fallimentare con la McLaren (2015-2017)
Nell'anno 2015 la Honda è rientrata nel mondo della Formula 1 come fornitore del solo motore al team McLaren. Il ritorno dello storico binomio McLaren-Honda si rivela fallimentare ed è destinato a giungere al termine dopo solo tre stagioni difficoltose. Tra il 2015 e il 2017 infatti la McLaren-Honda colleziona numerosi ritiri ed è spesso relegata nelle zone basse della classifica, i migliori risultati ottenuti in gara sono dei modesti quinti posti, mentre il miglior risultato nella classifica costruttori è il sesto posto raggiunto nel 2016. Questo porta la McLaren ad annunciare la rottura del contratto con la Honda.

#### Il progresso con Red Bull e AlphaTauri, la vittoria del mondiale piloti e il nuovo ritiro (2018-2021)

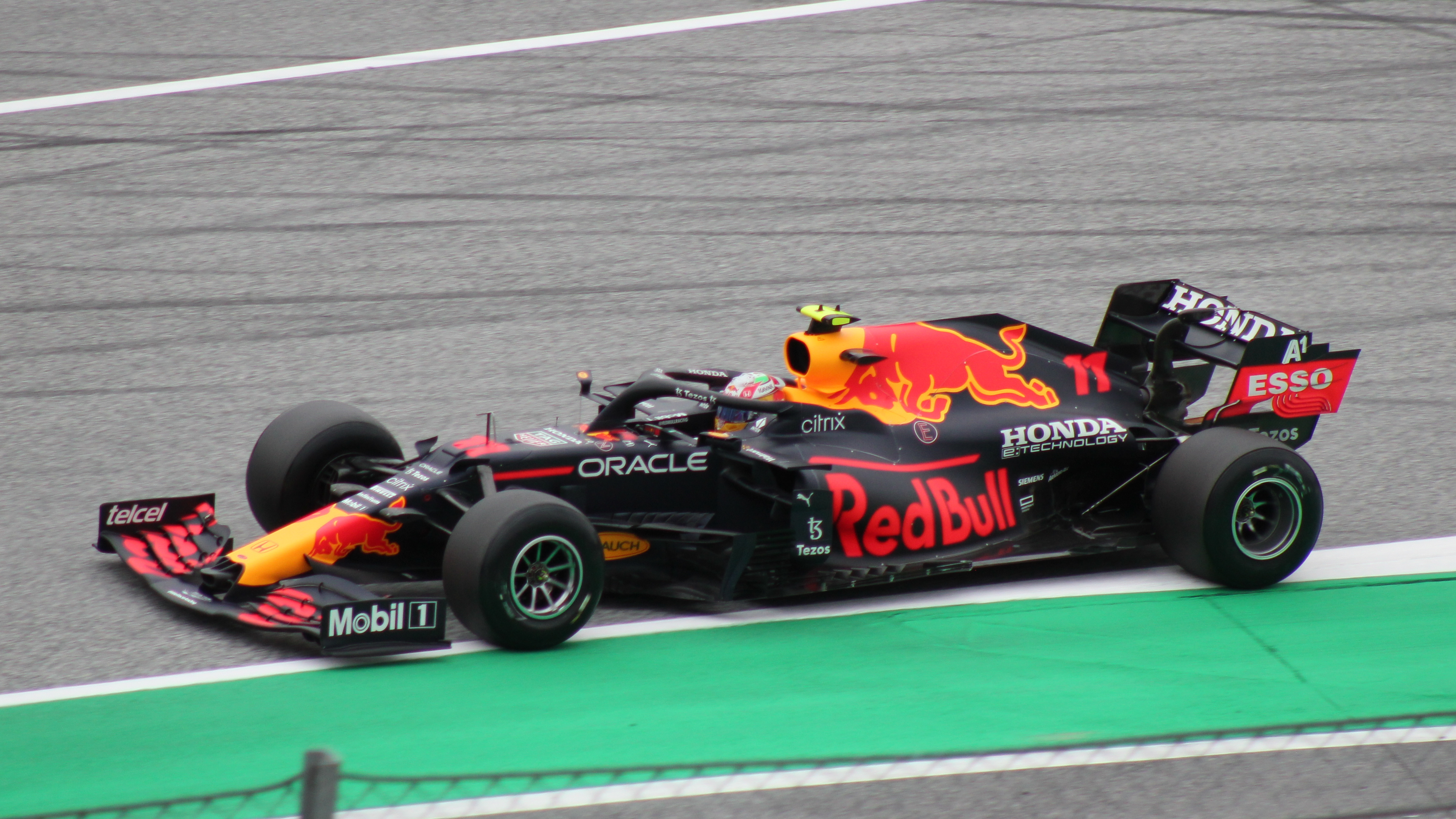
La Red Bull RB16B del 2021, ultima vettura motorizzata Honda vincitrice del mondiale piloti.

Dopo una fallita trattativa con la Sauber, dal 2018 la Honda motorizza la Toro Rosso, divenuta AlphaTauri nel 2020. Dal 2019 la Honda fornisce i motori anche per la Red Bull Racing, con la quale il motorista giapponese ritorna alla vittoria. Il nome Honda è presente anche nelle denominazioni dei team Toro Rosso e AlphaTauri tra il 2018 e il 2021, e in quella della Red Bull Racing nel 2021. Nel 2020 le vetture di entrambi i team motorizzati Honda riescono a salire sul gradino più alto del podio durante la stagione, mentre l'anno successivo la Red Bull motorizzata Honda ottiene il successo nel campionato piloti con Max Verstappen. Il 2 ottobre 2020 la casa giapponese annuncia ufficialmente un nuovo ritiro dalla massima serie alla fine del 2021.

### Collaborazioni tecniche dopo il 2021
Per le stagioni successive, la Red Bull ufficializza un accordo con la stessa Honda per continuare ad utilizzare motori e tecnologia del costruttore giapponese, sviluppati però in proprio dalla nuova società Red Bull Powertrains e rimarchiati RBPT, che vengono utilizzati sia dalla Red Bull Racing che dalla AlphaTauri. Inoltre la Honda rimane come partner tecnico sia di Red Bull Racing che di AlphaTauri. Dal 2023, a rafforzare la collaborazione tra Honda e Red Bull Powertrains, i motori britannici vengono ribattezzati Honda RBPT.
Il 24 maggio 2023 la casa nipponica stringe un accordo pluriennale con il costruttore inglese Aston Martin per la fornitura delle power unit in esclusiva in vista del cambio regolamentare programmato per il 2026.

## Principali piloti in Formula 1
- Jenson Button (2006-2008): 52 GP, 1 vittoria, 3 podi
- John Surtees (1967-1968): 21 GP, 1 vittoria, 4 podi
- Richie Ginther (1965-1966): 11 GP, 1 vittoria, 1 podio
- Rubens Barrichello (2006-2008): 52 GP, 1 podio
- Ronnie Bucknum (1964-1966): 11 GP

## Vetture
- Honda RA271
- Honda RA272
- Honda RA273
- Honda RA300
- Honda RA301
- Honda RA302
- Honda RA106
- Honda RA107
- Honda RA108

## Risultati in Formula 1

### Come costruttore
| Anno | Vettura | Motore       | Gomme | Piloti  |  |  |  |  |  |     |  |     |     |  |  |  |  |  |  |  |  |  | Punti | Pos. |
| ---- | ------- | ------------ | ----- | ------- |  |  |  |  |  | --- |  | --- | --- |  |  |  |  |  |  |  |  |  | ----- | ---- |
| 1964 | RA271   | Honda RA271E | D     | Bucknum |  |  |  |  |  | Rit |  | Rit | Rit |  |  |  |  |  |  |  |  |  | 0     | –    |

| Anno | Vettura | Motore       | Gomme | Piloti  |  |     |     |     |     |   |  |     |    |   |  |  |  |  |  |  |  |  | Punti | Pos. |
| ---- | ------- | ------------ | ----- | ------- |  | --- | --- | --- | --- | - |  | --- | -- | - |  |  |  |  |  |  |  |  | ----- | ---- |
| 1965 | RA272   | Honda RA272E | G     | Ginther |  | Rit | 6   | Rit | Rit | 6 |  | 14  | 7  | 1 |  |  |  |  |  |  |  |  | 11    | 6º   |
| 1965 | RA272   | Honda RA272E | G     | Bucknum |  | Rit | Rit | Rit |     |   |  | Rit | 13 | 5 |  |  |  |  |  |  |  |  | 11    | 6º   |

| Anno | Vettura | Motore       | Gomme | Piloti  |  |  |  |  |  |  |     |     |   |  |  |  |  |  |  |  |  |  | Punti | Pos. |
| ---- | ------- | ------------ | ----- | ------- |  |  |  |  |  |  | --- | --- | - |  |  |  |  |  |  |  |  |  | ----- | ---- |
| 1966 | RA273   | Honda RA273E | G     | Ginther |  |  |  |  |  |  | Rit | NC  | 4 |  |  |  |  |  |  |  |  |  | 3     | 8º   |
| 1966 | RA273   | Honda RA273E | G     | Bucknum |  |  |  |  |  |  |     | Rit | 8 |  |  |  |  |  |  |  |  |  | 3     | 8º   |

| Anno | Vettura     | Motore       | Gomme | Piloti  |   |     |     |     |  |   |   |  |   |     |   |  |  |  |  |  |  |  | Punti | Pos. |
| ---- | ----------- | ------------ | ----- | ------- | - | --- | --- | --- |  | - | - |  | - | --- | - |  |  |  |  |  |  |  | ----- | ---- |
| 1967 | RA273 RA300 | Honda RA273E | F     | Surtees | 3 | Rit | Rit | Rit |  | 6 | 4 |  | 1 | Rit | 4 |  |  |  |  |  |  |  | 20    | 4º   |

| Anno | Vettura           | Motore                     | Gomme | Piloti    |   |     |     |     |     |     |   |     |     |     |   |     |  |  |  |  |  |  | Punti | Pos. |
| ---- | ----------------- | -------------------------- | ----- | --------- | - | --- | --- | --- | --- | --- | - | --- | --- | --- | - | --- |  |  |  |  |  |  | ----- | ---- |
| 1968 | RA300 RA301 RA302 | Honda RA273E RA301E RA302E | F     | Surtees   | 8 | Rit | Rit | Rit | Rit | 2   | 5 | Rit | Rit | Rit | 3 | Rit |  |  |  |  |  |  | 14    | 6º   |
| 1968 | RA300 RA301 RA302 | Honda RA273E RA301E RA302E | F     | Schlesser |   |     |     |     |     | Rit |   |     |     |     |   |     |  |  |  |  |  |  | 14    | 6º   |
| 1968 | RA300 RA301 RA302 | Honda RA273E RA301E RA302E | F     | Hobbs     |   |     |     |     |     |     |   |     | Rit |     |   |     |  |  |  |  |  |  | 14    | 6º   |
| 1968 | RA300 RA301 RA302 | Honda RA273E RA301E RA302E | F     | Bonnier   |   |     |     |     |     |     |   |     |     |     |   | 5   |  |  |  |  |  |  | 14    | 6º   |

| Anno | Vettura | Motore       | Gomme | Piloti      |    |    |    |    |     |   |    |     |     |     |     |     |   |   |   |   |    |   | Punti | Pos. |
| ---- | ------- | ------------ | ----- | ----------- | -- | -- | -- | -- | --- | - | -- | --- | --- | --- | --- | --- | - | - | - | - | -- | - | ----- | ---- |
| 2006 | RA106   | Honda RA806E | M     | Barrichello | 15 | 10 | 7  | 10 | 5   | 7 | 4  | 10  | Rit | 6   | Rit | Rit | 4 | 8 | 6 | 6 | 12 | 7 | 86    | 4º   |
| 2006 | RA106   | Honda RA806E | M     | Button      | 4  | 3  | 10 | 7  | Rit | 6 | 11 | Rit | 9   | Rit | Rit | 4   | 1 | 4 | 5 | 4 | 4  | 3 | 86    | 4º   |

| Anno | Vettura | Motore       | Gomme | Piloti      |    |    |     |    |    |     |     |    |    |     |     |    |    |     |    |    |     |  | Punti | Pos. |
| ---- | ------- | ------------ | ----- | ----------- | -- | -- | --- | -- | -- | --- | --- | -- | -- | --- | --- | -- | -- | --- | -- | -- | --- |  | ----- | ---- |
| 2007 | RA107   | Honda RA807E | B     | Button      | 15 | 12 | Rit | 12 | 11 | Rit | 12  | 8  | 10 | Rit | Rit | 13 | 8  | Rit | 11 | 5  | Rit |  | 6     | 8º   |
| 2007 | RA107   | Honda RA807E | B     | Barrichello | 11 | 11 | 13  | 10 | 10 | 12  | Rit | 11 | 9  | 11  | 18  | 17 | 10 | 13  | 10 | 15 | Rit |  | 6     | 8º   |

| Anno | Vettura | Motore       | Gomme | Piloti      |     |    |     |     |    |    |    |     |     |     |    |    |     |    |     |    |    |    | Punti | Pos. |
| ---- | ------- | ------------ | ----- | ----------- | --- | -- | --- | --- | -- | -- | -- | --- | --- | --- | -- | -- | --- | -- | --- | -- | -- | -- | ----- | ---- |
| 2008 | RA108   | Honda RA808E | B     | Button      | Rit | 10 | Rit | 6   | 11 | 11 | 11 | Rit | Rit | 17  | 12 | 13 | 15  | 15 | 9   | 14 | 16 | 13 | 14    | 9º   |
| 2008 | RA108   | Honda RA808E | B     | Barrichello | SQ  | 13 | 11  | Rit | 14 | 6  | 7  | 14  | 3   | Rit | 16 | 16 | Rit | 17 | Rit | 13 | 11 | 15 | 14    | 9º   |

| Legenda | 1º posto     | 2º posto | 3º posto    | A punti         | Senza punti/Non class.  | Grassetto – Pole position Corsivo – Giro più veloce |
| Legenda | Squalificato | Ritirato | Non partito | Non qualificato | Solo prove/Terzo pilota | Grassetto – Pole position Corsivo – Giro più veloce |

### Come fornitore di motori
La tabella non include le statistiche dei motori Mugen e RBPT.
| Scuderia    | Stagioni                                   | Vittorie | Pole position | Titoli piloti | Titoli costruttori | Podi |
| ----------- | ------------------------------------------ | -------- | ------------- | ------------- | ------------------ | ---- |
| Honda       | 1964–1968, 2006–2008                       | 3        | 2             | 0             | 0                  | 9    |
| Spirit      | 1983                                       | 0        | 0             | 0             | 0                  | 0    |
| Williams    | 1983–1987                                  | 23       | 19            | 1             | 2                  | 46   |
| Lotus       | 1987–1988                                  | 2        | 1             | 0             | 0                  | 11   |
| McLaren     | 1988–1992, 2015–2017                       | 44       | 53            | 4             | 4                  | 91   |
| Tyrrell     | 1991                                       | 0        | 0             | 0             | 0                  | 1    |
| BAR         | 2000–2005                                  | 0        | 2             | 0             | 0                  | 15   |
| Jordan      | 2001–2002                                  | 0        | 0             | 0             | 0                  | 0    |
| Super Aguri | 2006–2008                                  | 0        | 0             | 0             | 0                  | 0    |
| AlphaTauri  | 2018–2021                                  | 1        | 0             | 0             | 0                  | 4    |
| Red Bull    | 2019–2021                                  | 16       | 13            | 1             | 0                  | 46   |
| Totale      | 1964-1968, 1983-1992, 2000-2008, 2015-2021 | 89       | 90            | 6             | 6                  | 223  |

Aggiornato alla stagione 2021